# Heterochelus binotatus
Heterochelus binotatus är en skalbaggsart som beskrevs av Carl Peter Thunberg 1818. Heterochelus binotatus ingår i släktet Heterochelus och familjen Melolonthidae. Inga underarter finns listade i Catalogue of Life.